# Ryglice
Ryglice este un oraș în județul Tarnów, Voievodatul Polonia Mică, cu o populație de 2.797 locuitori (2010) în sudul Poloniei.